# Daniel Gran
Daniel Gran (Bécs, 1694. május 22. – Sankt Pölten, 1757. április 16.) elsősorban mennyezetfreskóiról ismert barokk osztrák festő.

## Életpályája
Eredeti neve Gran de la Torre. Első művészeti tanulmányait nem jelentős bécsi mestereknél (Ferg. Wernle) folytatta, majd Schwarzenberg herceg támogatásával Itáliában tanult Sebastiano Riccinél és Francesco Solimenánál. Hazatérve VI. Károly császár sokfelé foglalkoztatta; 1727-ben udvari festő lett. 1732-től „Daniel le Gran” formában használta nevét, majd 1736-tól ezt kiegészítette a „della Torre” utónévvel.

## Főbb művei
Bécsi templomok (Minoriták, Karlskirche, Magyarországi Szent Erzsébet, Anna-templom és Irgalmasok temploma) részére festett oltárképein erősen érződik az itáliai hatás. Jelentős freskófestészete is, a vallási témájú képek (bécsi Anna-templom, schönbrunni udvari kápolna, steini kapucinusok temploma) mellett megkapóak profán mennyezetképei is (Hirschstetten, Eckartsau, Hetzendorf kastélyaiban, a bécsi Schwarzenberg hercegi kastélyban, a klosterneuburgi kolostorban és a bécsi udvari könyvtár dísztermében), melyek e műfaj kiváló alkotásai közé tartoznak. Egyik fő műve a bécsi udvari könyvtár kupolafreskója, mely VI. Károly császár apoteózisát ábrázolja.
Stílusát gondos rajz, kiegyensúlyozott kompozíció, élénk, derült színek, a fény és árnyék egyenletes elosztása jellemzik.

## Galéria

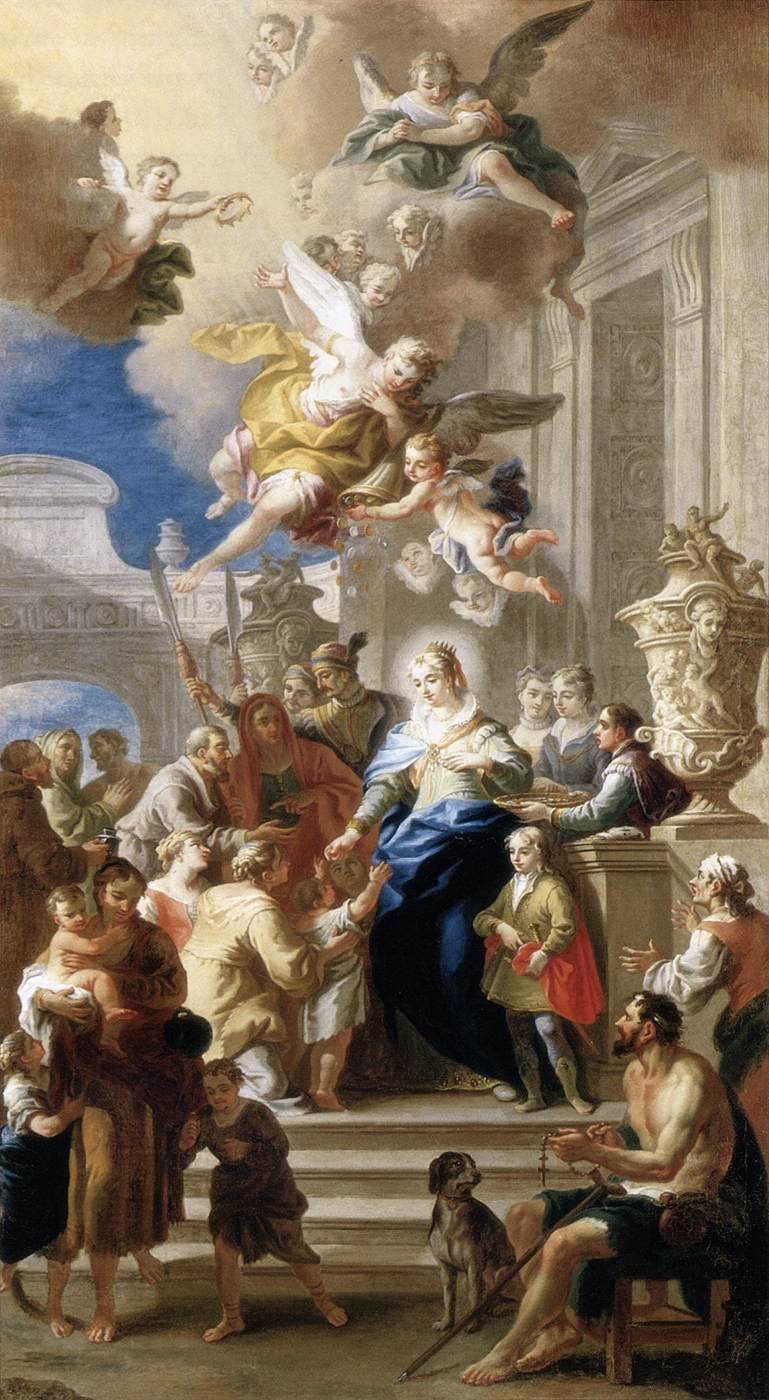
Szent Erzsébet alamizsnát oszt
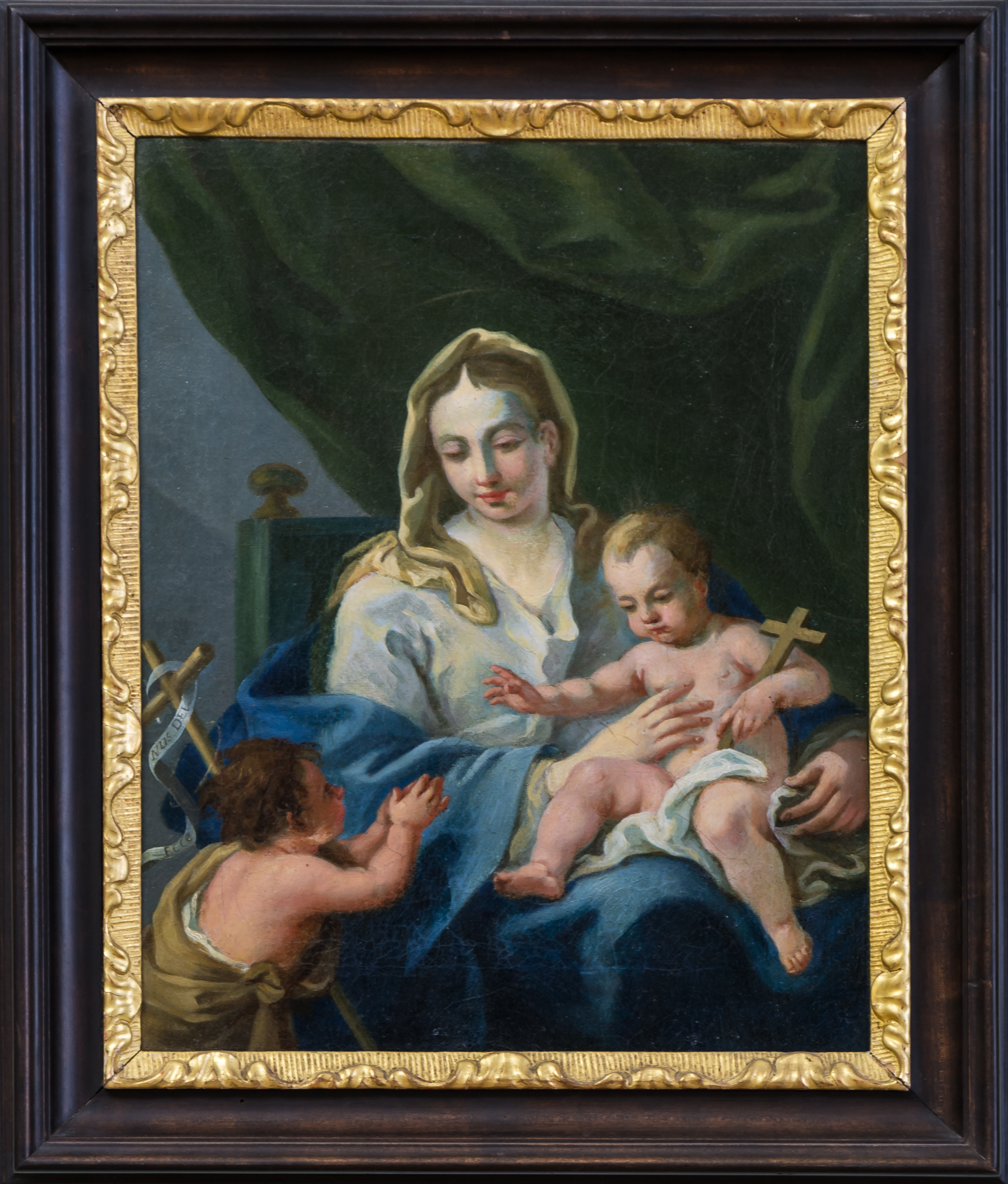
Szűz Mária Jézussal és Keresztelő Jánossal
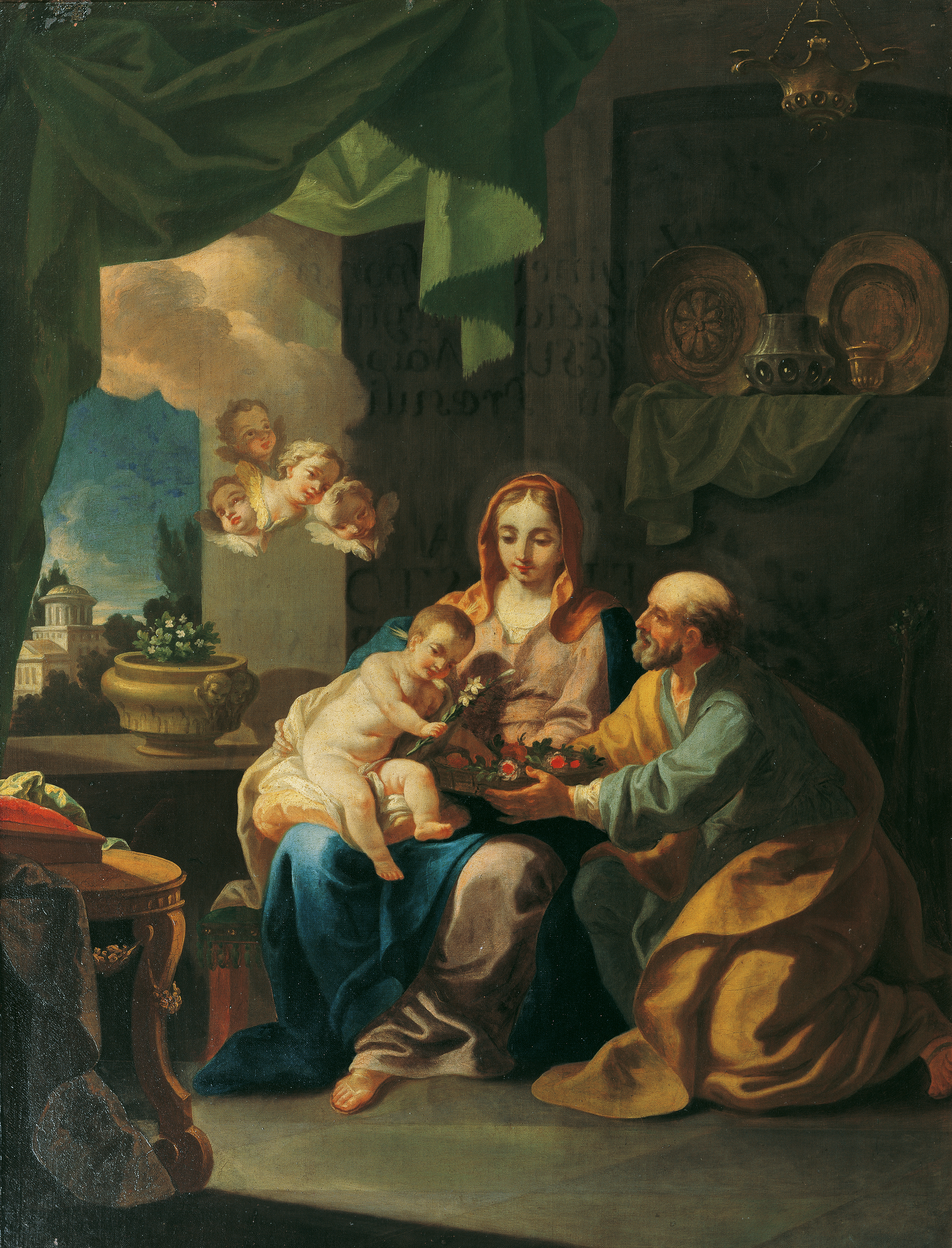
A Szent Család

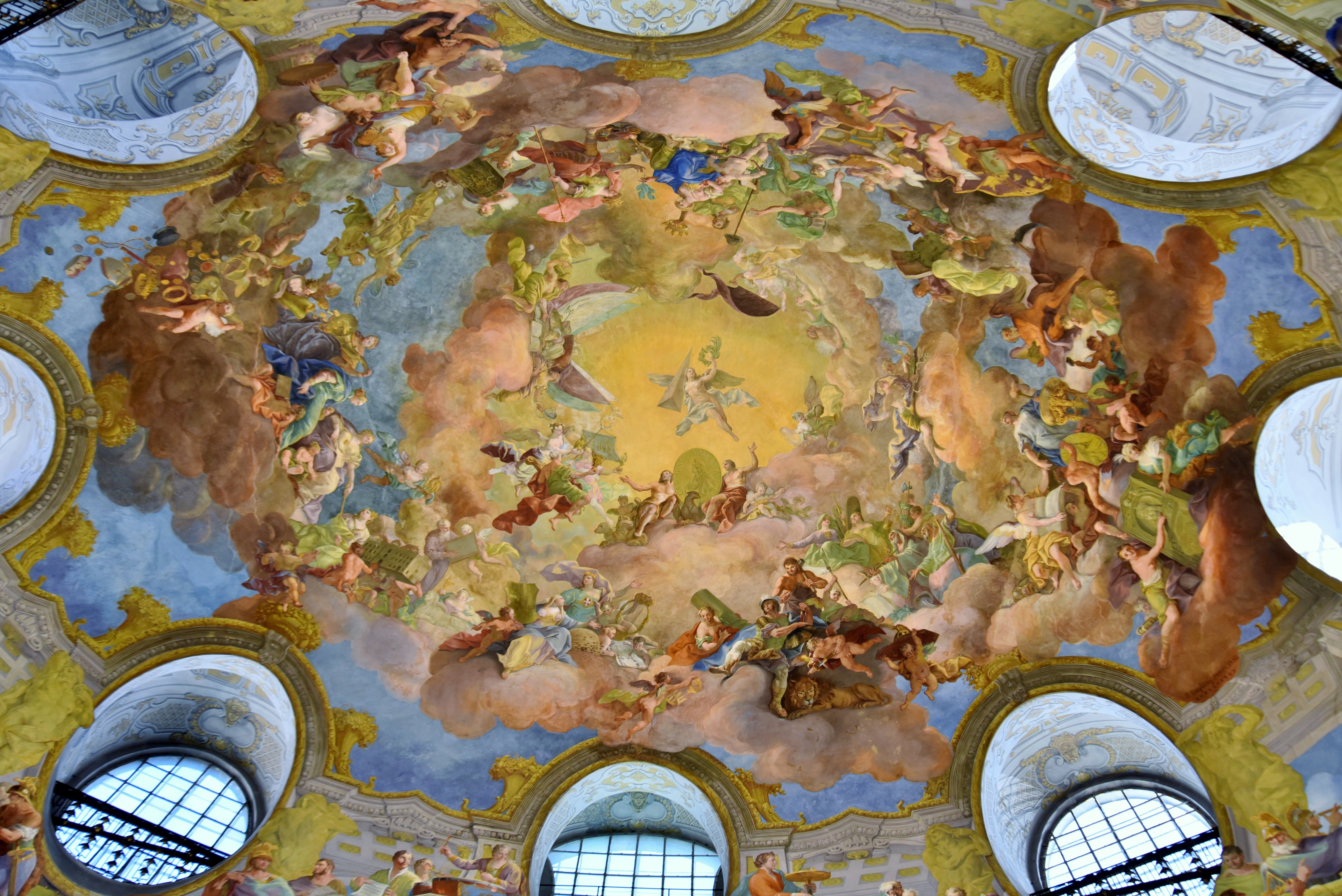
Az Osztrák Nemzeti Könyvtár kupolafreskója
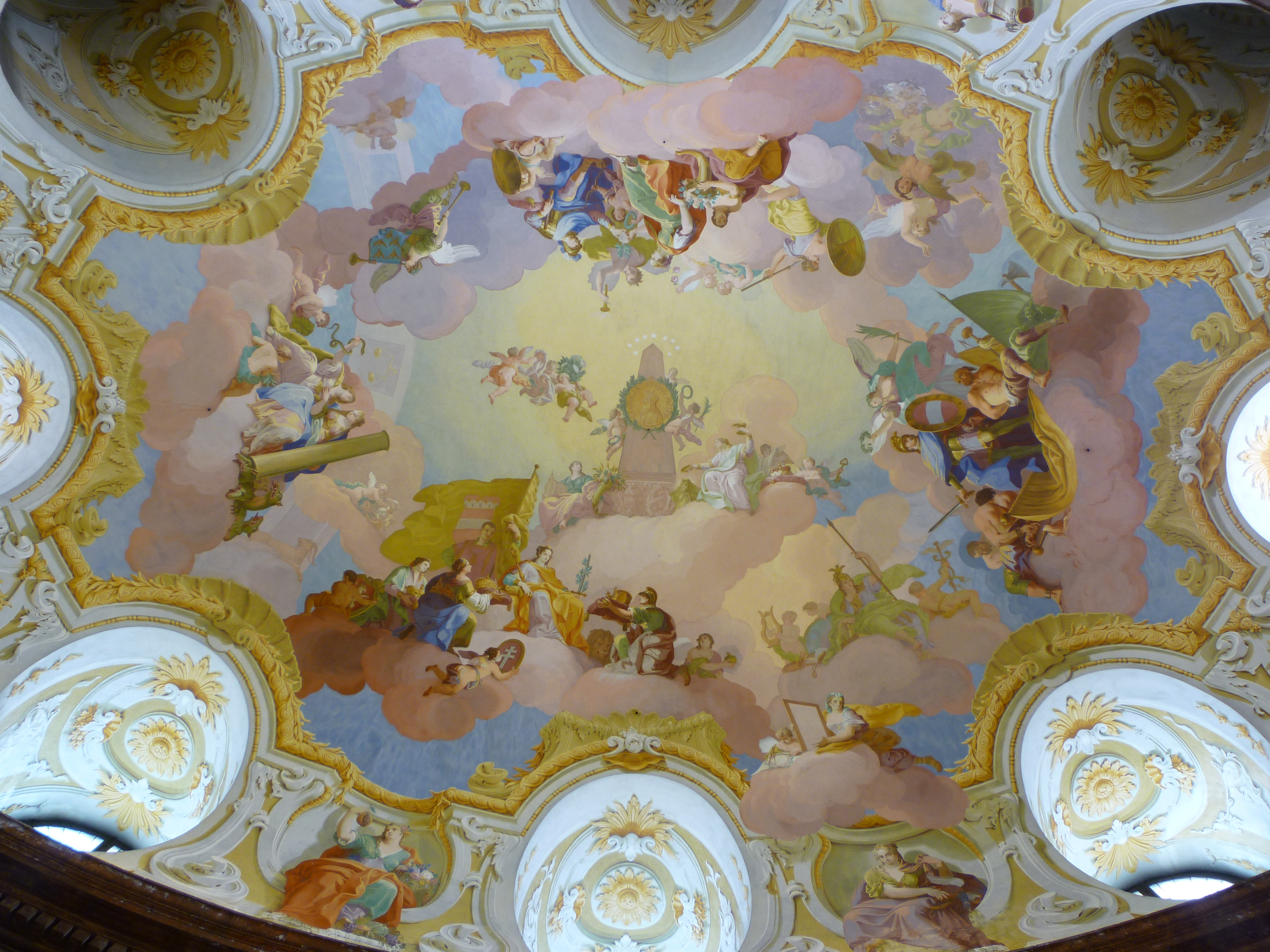
Die Glorie des Hauses Österreich, Klosterneuburg
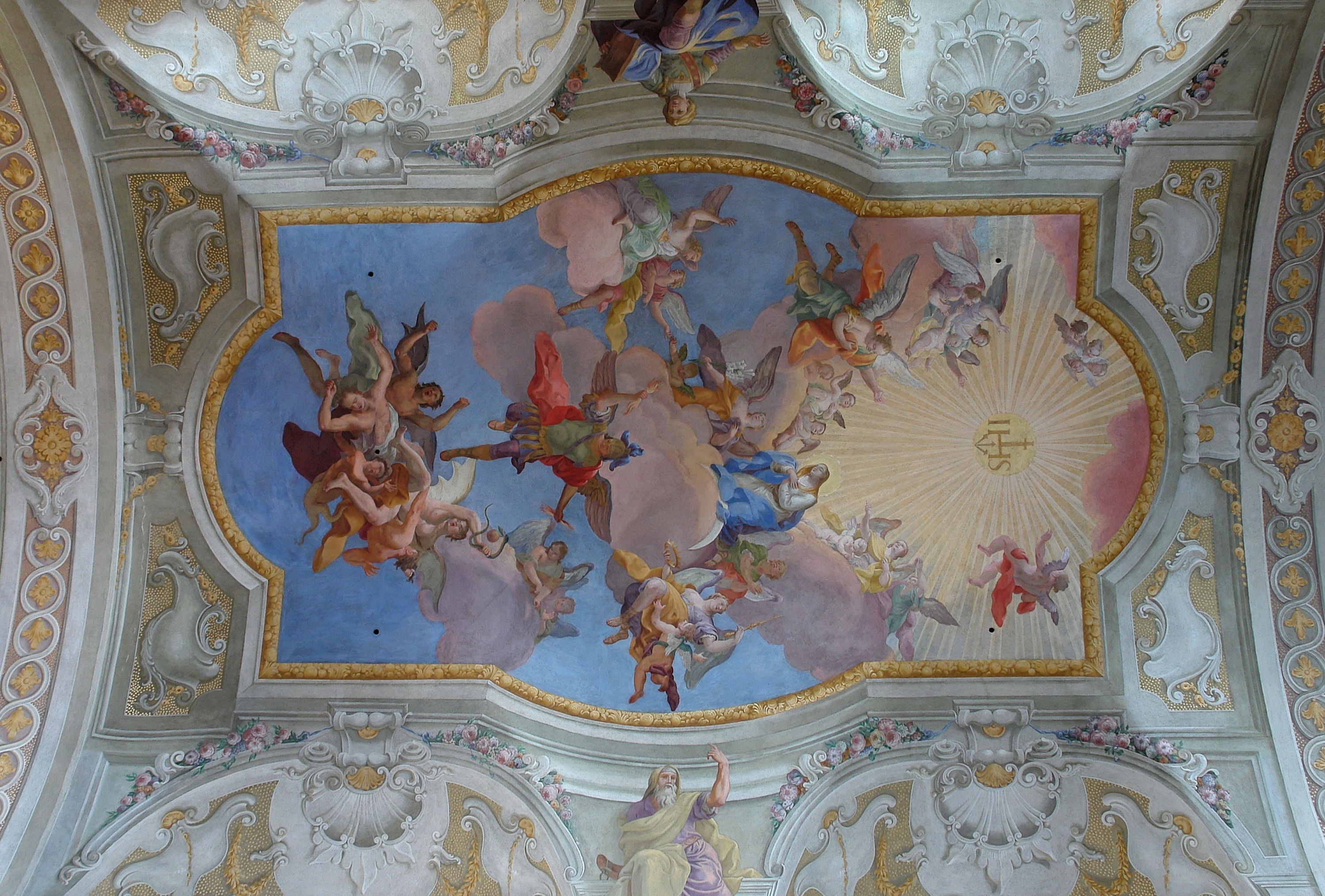
Glorie der hl. Maria, bécsi Szent Anna-templom